# Maomé I de Granada
Abu Abedalá Maomé ibne Iúçufe ibne Nácer (em árabe: أَبُو عَبَدَ الله مَحْمَد بن يوسف بن نَصَرَ; romaniz.: Abū ʿAbd Allāh Muhammad ibn Iūsuf ibn Nasr; Arjona, 1194 — Granada, 22 de janeiro de 1273), também conhecido como ibne Alamar (em árabe: بن الأحمر; romaniz.: ibn al-Aḥmar; lit. "o Vermelho") e por seu epíteto Algalibe Bilá (em árabe: الغالب بالله; romaniz.: al-Gālib bi-ʾllāh; lit. "Vitorioso pela Graça de Deus"), foi o primeiro governante do Reino Nacérida de Granada, o último estado muçulmano independente da Península Ibérica e o fundador da dinastia nacérida. Viveu durante um tempo em que os reinos cristãos — especialmente Portugal, Castela e Aragão — estavam se expandindo às custas do território islâmico da Península Ibérica, chamado Alandalus. Maomé ibne Iúçufe assumiu o poder em sua cidade natal, Arjona, em 1232, quando rebelou-se contra o líder de facto de Alandalus, ibne Hude. Durante essa rebelião, conseguiu assumir o controle de Córdova e Sevilha brevemente, antes de perder as duas cidades para ibne Hude. Forçado a reconhecer a soberania de ibne Hude, Maomé conseguiu reter Arjona e Xaém. Em 1236, ele traiu o suserano, ajudando Fernando III de Castela a tomar Córdova. Nos anos seguintes, Maomé conseguiu controlar as cidades do sul, incluindo Granada (1237), Almeria (1238) e Málaga (1239). Em 1244, perdeu Arjona para Castela. Dois anos depois, em 1246, concordou em render Xaém e aceitar o domínio de Fernando em troca da paz.
Nos 18 anos que se seguiram, Maomé consolidou seu domínio, mantendo relações relativamente pacíficas com a Coroa de Castela; em 1248, ele até ajudou o reino cristão a tirar Sevilha dos muçulmanos. Mas em 1264, voltou-se contra Castela e ajudou a rebelião malsucedida dos súditos muçulmanos recém-conquistados. Em 1266, seus aliados em Málaga, os Banu Asquilula, rebelaram-se contra o emirado. Quando esses ex-aliados procuraram assistência de Afonso X de Castela, Maomé conseguiu convencer o líder das tropas castelhanas, Nuño González de Lara, a se voltar contra Afonso. Em 1272, Nuño González estava lutando ativamente com Castela. O conflito do emirado com Castela e os Banu Asquilula ainda não havia sido resolvido em 1273, quando morreu após cair de seu cavalo. Foi sucedido por seu filho, Maomé II.
O Emirado de Granada, que Maomé fundou, e a casa real nacérida, duraram mais dois séculos, até serem anexados por Castela em 1492. Seu outro legado foi a construção de Alhambra, sua residência em Granada. Seus sucessores continuariam a construir o complexo do palácio e da fortaleza e residiriam ali, e durou até os dias atuais como o legado arquitetônico do emirado.

## Origem e início da vida

Um mapa do sul da Espanha na época de Maomé, incluindo o Reino Nacérida de Granada, que deveria fundar

Maomé ibne Iúçufe nasceu em 1195 na cidade de Arjona, então uma pequena cidade muçulmana de fronteira ao sul do Guadalquivir, hoje na província espanhola de Xaém. Era de origem humilde e, nas palavras da Primeira Crônica Geral de Castela, inicialmente "não tinha outra ocupação senão seguir os bois e o arado". Seu clã era conhecido como os Banu Nácer ou Banu Alamar. Segundo o historiador granadino e vizir ibne Alcatibe, o clã era descendente de um companheiro de destaque do profeta islâmico Maomé conhecido como Sade ibne Ubadá da tribo Banu Cazeraje; os descendentes de Sade migraram para a Espanha e se estabeleceram em Arjona como agricultores. Durante sua juventude, ficou conhecido por sua atividade de liderança nas fronteiras e por sua imagem ascética, que manteve mesmo depois de se tornar governante.
Maomé também era conhecido como ibne Alamar, ou por sua cúnia Abu Abedalá.

## Família
Maomé I foi casado com uma prima paterna em primeiro grau (um casamento entre primos, bint āl 'amm), Aixa binte Maomé, provavelmente em 1230 ou antes, quando ainda estava em Arjona. O primeiro filho deles foi Faraje (1230 ou 1231 - 1256), cuja morte prematura foi registrada por causa da considerável tristeza de Maomé. Seus outros filhos incluem Iúçufe (nascimento desconhecido), que também morreu durante a vida de Maomé I, Maomé (o futuro Maomé II, 1235 ou 1236 - 1236 - 1302) e duas filhas, Mumina e Xamece. Também teve um irmão, Ismail (m. 1257), a quem nomeou como governador de Málaga e que era o ancestral da linha masculina de uma linha de futuros sultões de Granada a partir de Ismail I.

## Contexto histórico

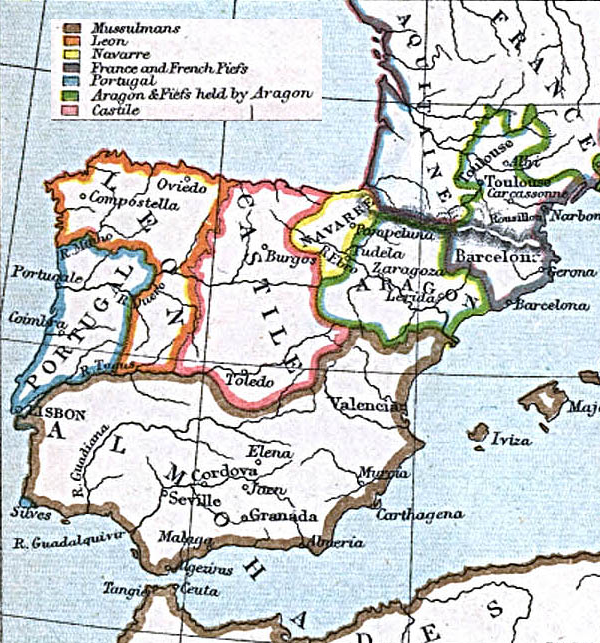
Mapa da península Ibérica em 1210, antes do desmembramento do Califado Almóada e a subsequente perda de territórios muçulmanos para os reinos cristãos

O início do século XIII foi um período de grandes perdas para os muçulmanos da Península Ibérica. O Califado Almóada, que havia dominado Alandalus ou a Ibéria muçulmana, foi dividido por uma luta dinástica depois que o califa Abu Iacube Iúçufe II (r. 1213–1223/24) morreu em 1224 sem herdeiro. Alandalus dividiu-se em vários pequenos reinos ou taifas. Um dos líderes taifa foi Maomé ibne Iúçufe ibne Hude (m. 1238), que revoltou-se contra os almóadas e proclamou nominalmente a autoridade do Califado Abássida, mas na prática governou independentemente de Múrcia. Sua força crescente fez dele o líder de facto de Alandalus, e brevemente o senhor de Maomé. Apesar de sua popularidade e sucesso em Alandalus, ibne Hude havia sofrido derrotas contra os cristãos, inclusive em Alanje em 1230 e em Jerez em 1231, seguida pela perda de Badajoz e Estremadura.
No norte da península, havia vários reinos cristãos: Castela, Leão (em uma união com Castela desde 1231), Portugal, Navarra e uma união de reinos conhecida como Coroa de Aragão. Estavam se expandindo para o sul — tomando territórios anteriormente governados por muçulmanos — em um processo chamado de Reconquista. Todos os reinos tinham minorias muçulmanas consideráveis. Em meados do século XIII, Castela era o maior reino da península. Seu rei, Fernando III (r. 1217–1252), aproveitou a adição de Leão ao seu reino e a desunião dos muçulmanos para lançar uma expansão para o sul nos territórios muçulmanos, conquistando eventualmente Córdova (1236) e Sevilha (1248).

## Ascensão ao poder
As derrotas sofridas por ibne Hude corroeram sua credibilidade; rebeliões eclodiram em partes de seu domínio, incluindo sua pequena cidade natal, Arjona. Em 16 de julho de 1232, uma mesquita em Arjona declarou a independência da cidade. Esta proclamação ocorreu no dia 26 de Ramadã de 629 no calendário islâmico, após a oração final de sexta-feira do mês sagrado. A assembléia elegeu Maomé, que era conhecido por sua piedade e reputação marcial em conflitos anteriores contra os cristãos, como líder da cidade. Também teve o apoio de seu clã, o Banu Nácer e um clã aliado de Arjona, conhecido como Banu Asquilula.
No mesmo ano, Maomé tomou Xaém — uma cidade importante perto de Arjona. Com a ajuda dos rivais de ibne Hude, os Banu Almaul, Maomé assumiu brevemente o controle da antiga sede do califado de Córdova. Também tomou Sevilha em 1234 com a ajuda da família Banu Albaji, mas só conseguiu segurá-la por um mês. Córdova e Sevilha, insatisfeitas com o estilo de governo do sultão, retornaram ao domínio de ibne Hude logo após a aquisição de Maomé. Após essas falhas, o sultão declarou mais uma vez sua lealdade a ibne Hude e manteve seu domínio sobre uma pequena região contendo Arjona, Xaém, Porcuna, Guadix e Baeza.
Maomé voltou-se contra ibne Hude novamente em 1236. Aliou-se a Fernando e ajudou os castelhanos a tomar Córdova e acabar com séculos de domínio muçulmano na cidade. Nos anos seguintes, Maomé assumiu o controle de importantes cidades do sul. Em maio de 1237 (Ramadã de AH 634), a convite dos notáveis da cidade, ele tomou Granada, que então tornou sua capital. Também tomou Almeria em 1238 e Málaga em 1239. Não tomou essas cidades do sul à força, mas através de manobras políticas e com o consentimento dos habitantes.

## Rei de Granada

### Residência em Granada

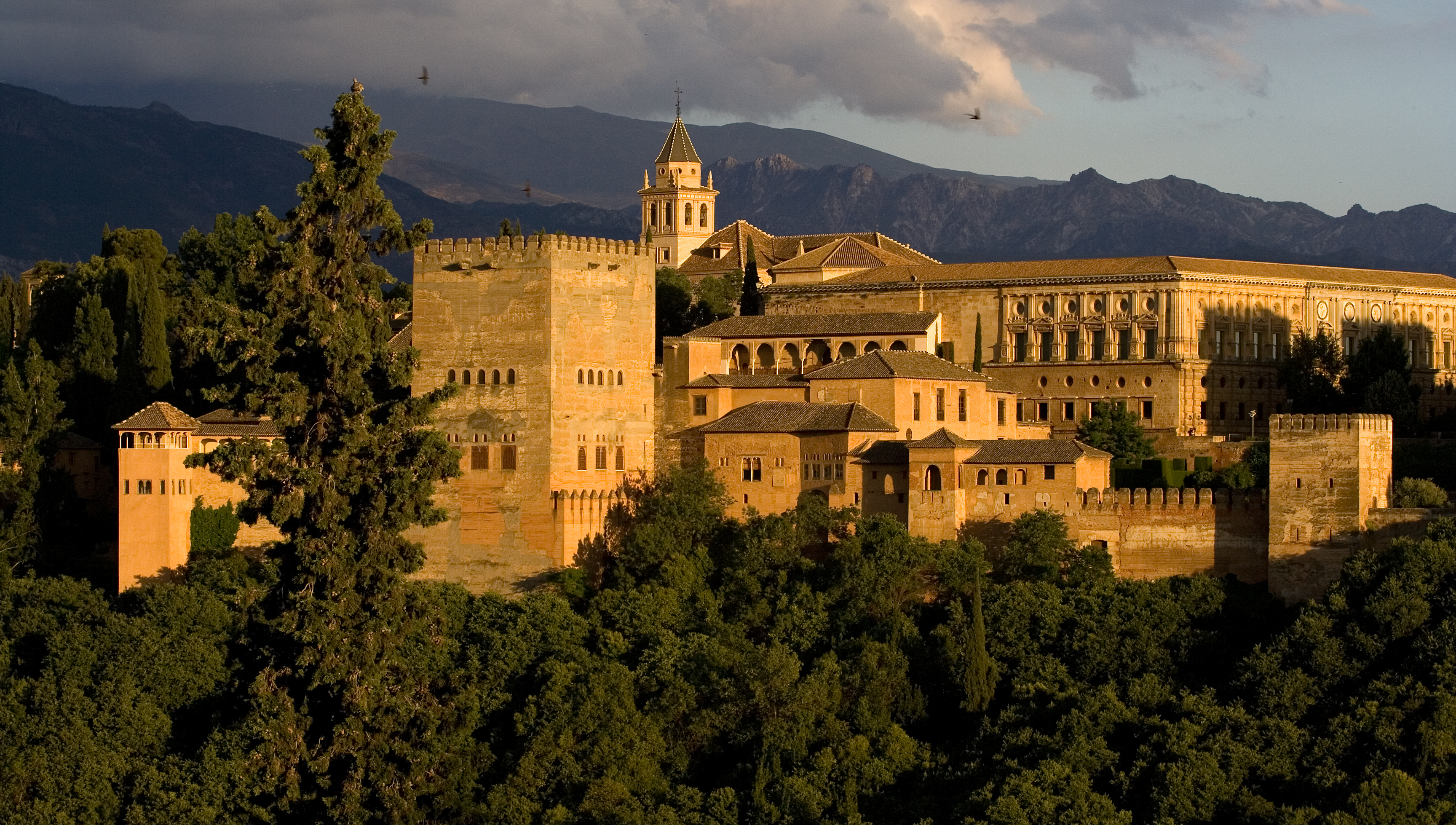
Ao entrar em Granada, Maomé iniciou a construção da Alhambra (imagem)

Maomé entrou em Granada em maio de 1238 (635 no Ramadã). Segundo ibne Alcatibe, entrou na cidade vestido como um sufi, com um gorro de lã, roupas grossas e sandálias. Estabeleceu-se na alcáçova (cidadela) construída pelos zíridas no século XI. Então inspecionou uma área conhecida como Alhamra, onde havia uma pequena fortaleza, e estabeleceu as bases para sua futura residência e fortaleza. Logo começaram os trabalhos sobre estruturas defensivas, uma barragem de irrigação e um dique. A construção duraria os reinados de seus sucessores, e o complexo seria conhecido como Alhambra e se tornaria a residência de todos os governantes nacéridas até a rendição de Granada em 1492. Ele pressionou seus coletores de impostos a cobrar os fundos necessários para a construção, até a execução do coletor de impostos de Almeria, Abu Maomé ibne Arus, para fazer cumprir suas demandas. Também usou o dinheiro enviado pelo governante haféssida de Túnis — destinado à defesa contra os cristãos — para estender a mesquita da cidade.

### Conflito inicial com Castela

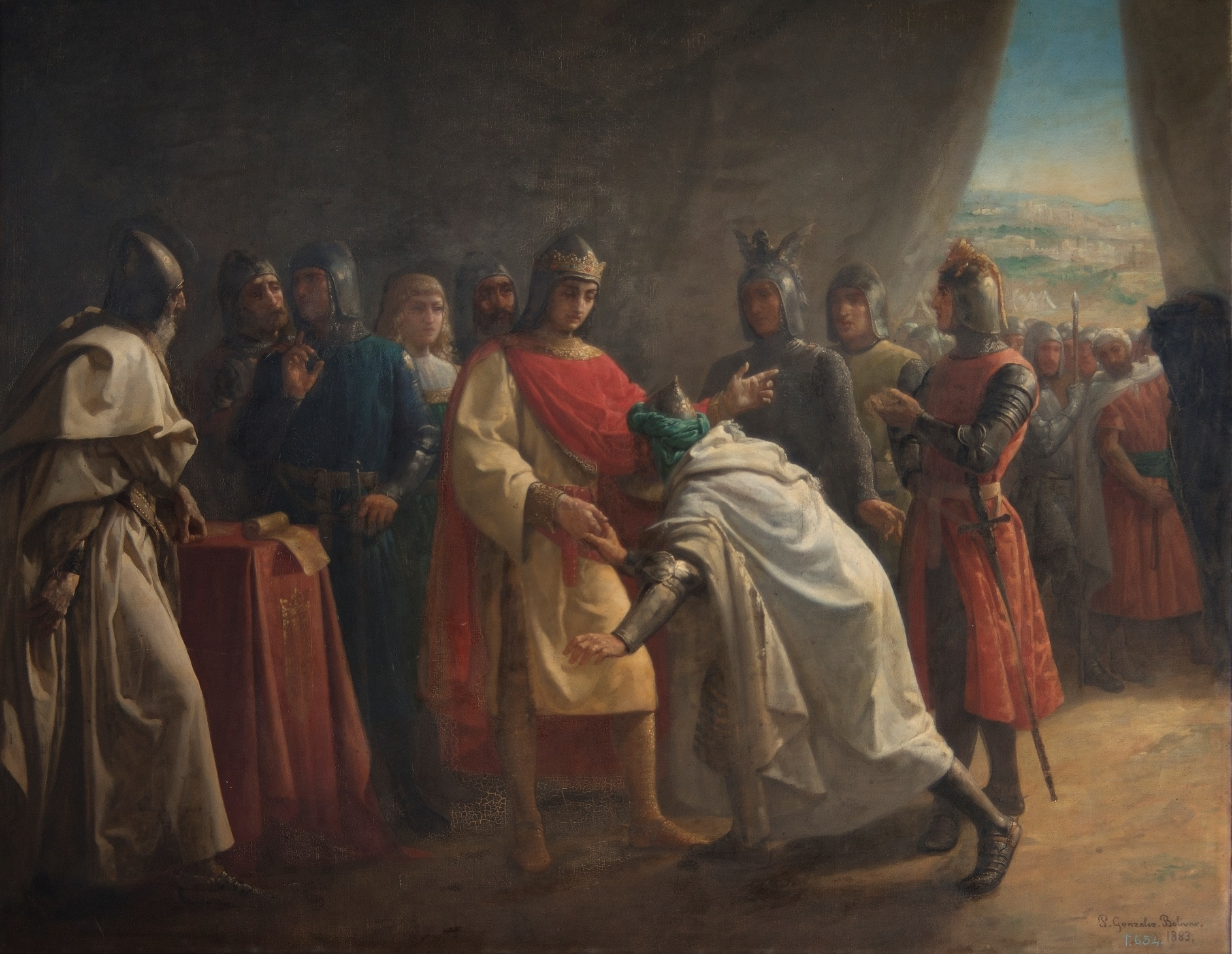
Maomé beijando a mão de Fernando III de Castela, enquanto entregava Xaém e concordava em ser seu vassalo (pintura de 1883 por Pedro González Bolívar)

No final da década de 1230, Maomé tornara-se o governante muçulmano mais poderoso da Península Ibérica. Ele controlou as principais cidades do sul, incluindo Granada, Almeria, Málaga e Xaém. No início da década de 1240, entrou em conflito com seus antigos aliados, os castelhanos, que estavam invadindo os territórios muçulmanos. Fontes contemporâneas discordam sobre a causa dessa hostilidade: a Primeira Crônica Geral Cristã atribuiu a culpa aos ataques muçulmanos, enquanto o historiador muçulmano Ibne Caldune culpou as invasões cristãs dos territórios muçulmanos. Em 1242, as forças muçulmanas invadiram com êxito Andújar e Martos perto de Xaém. Em 1244, Castela sitiou e capturou sua cidade natal, Arjona.
Em 1245, Fernando III de Castela sitiou Xaém fortemente fortificada. Fernando não queria arriscar assaltar a cidade, então sua tática era cortá-la do resto do território muçulmano e matá-la de fome. Maomé tentou enviar suprimentos para esta importante cidade, mas esses esforços foram frustrados pelos sitiantes. Devido à dificuldade do sultão em defender e aliviar Xaém, ele concordou com os termos do rei castelhano. Em troca da paz, Maomé rendeu a cidade e concordou em pagar a Fernando uma homenagem anual de 150 000 maravedis — uma quantia que se tornou a fonte de renda mais importante do rei. Esse acordo foi firmado em março de 1246, sete meses após o cerco da cidade. Como parte do acordo, foi obrigado a beijar a mão do rei de Castela para significar sua vassalagem e prometeu a ele "conselho e ajuda". Fontes castelhanas tendiam a enfatizar esse evento como um ato de submissão feudal e consideravam Maomé e seus sucessores como vassalos de Castela no sentido feudal. Por outro lado, fontes muçulmanas evitavam mencionar qualquer relação entre vassalos e senhores e tendiam a enquadrar a relação entre iguais com certas obrigações. Após o acordo, os castelhanos entraram na cidade e expulsaram seus habitantes muçulmanos.

### Paz
O acordo de paz com Castela durou quase vinte anos. Em 1248, Maomé demonstrou seu compromisso com Fernando enviando um contingente para ajudar a conquista castelhana da Sevilha do controle muçulmano. Em 1252, o rei castelhano morreu e foi sucedido por Afonso X. Em 1254, o sultão de Granada participou de uma Corte, ou uma assembléia dos vassalos de Afonso, no palácio real de Toledo, onde renovou sua promessa de lealdade e tributos, além de prestar homenagem à filha recém-nascida de Afonso, Berengária. Durante seu reinado, Afonso estava mais interessado em outros empreendimentos — incluindo uma série de campanhas malsucedidas no norte muçulmano da África — em vez de renovar o conflito com Granada. Maomé se reunia com Afonso na corte deste último em Sevilha todos os anos e pagava seus tributos anuais. Usou a paz que se seguiu para consolidar seu novo emirado. Embora pequeno, o Emirado de Granada era relativamente rico e densamente povoado. Sua economia estava focada na agricultura, especialmente seda e frutas secas; negociou com a Itália e o norte da Europa. A literatura islâmica, arte e arquitetura continuaram a florescer. As montanhas e o deserto que separam o reino de Castela forneciam defesas naturais, mas seus portos ocidentais e a rota noroeste para Granada eram menos defensáveis.
Durante seu governo, Maomé colocou homens leais em castelos e cidades. Seu irmão Ismail foi governador de Málaga até 1257. Após a morte deste em 1257, o sultão nomeou seu sobrinho, Abu Maomé ibne Asquilula, como governador da cidade.

### Racha com Castela
A paz entre Granada e Castela durou até o início da década de 1260, quando várias ações do reino espanhol assustaram Maomé. Como parte de sua cruzada contra o norte muçulmano da África, Afonso construiu sua presença militar em Cádis e El Puerto de Santa María, perto do território de Granada. Castela conquistou Jerez de la Frontera, de posse muçulmana, em 1261, perto da fronteira granadina, e lá instalou uma guarnição. Em 1262, Castela conquistou o Reino de Niebla, outro enclave muçulmano na Espanha. Em maio de 1262, durante uma reunião em Xaém, Afonso solicitou que Maomé lhe entregasse as cidades portuárias de Tarifa e Algeciras. A demanda por esses portos estrategicamente importantes foi muito preocupante para o sultão e, embora ele concordasse verbalmente, continuava atrasando a transferência. Além disso, em 1263, Castela expulsou os habitantes muçulmanos de Écija e reassentou a cidade com os cristãos.
À luz dessas ações, estava preocupado que ele se tornaria o próximo alvo de Afonso. Iniciou conversas com Abu Iúçufe Iacube, o sultão merínida no Marrocos, que depois enviou tropas para Granada, num número entre 300 e 3 000, de acordo com fontes diferentes. Em 1264, Maomé e 500 cavaleiros viajaram para a corte castelhana de Sevilha para discutir uma extensão da trégua de 1246. O rei os convidou para alojar-se no antigo palácio de Abádidas, próximo à mesquita da cidade. Durante a noite, os castelhanos trancaram e barricaram a área. Maomé percebeu isso como uma armadilha, ordenou que seus homens fugissem e retornou a Granada. Afonso argumentou que a barricada era para proteger a comitiva dos ladrões cristãos, mas Maomé ficou furioso e ordenou que as tropas em suas cidades fronteiriças se preparassem para a guerra. Ele se declarou vassalo de Maomé I Almostancir, o sultão haféssida de Túnis.

### Revolta dos mudéjares

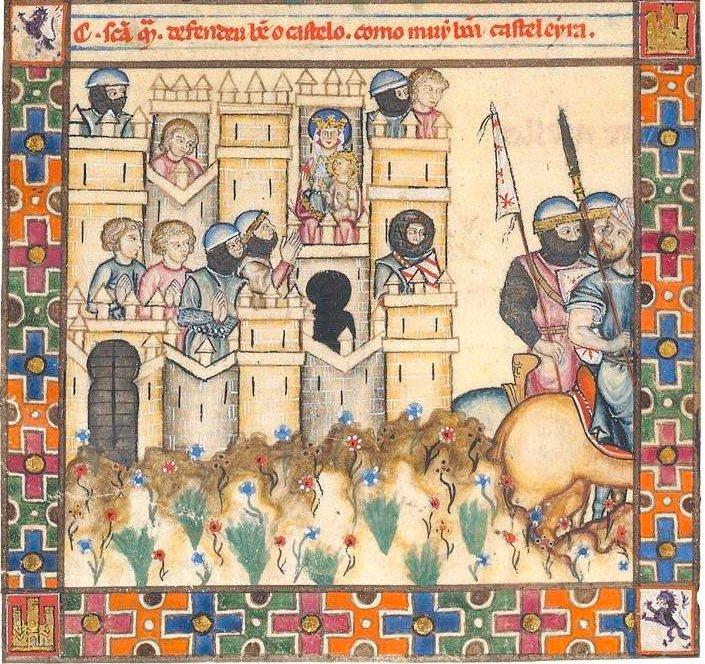
Um castelo controlado por cristãos sitiado por tropas muçulmanas durante a revolta mudéjar de 1264–1266

A paz foi quebrada no final de abril ou no início de maio de 1264. Maomé atacou Castela e, ao mesmo tempo, muçulmanos nos territórios recentemente conquistados pelo reino (os "mudéjares") rebelaram-se; parcialmente devido à política de realocação forçada de Afonso e parcialmente por instigação de Maomé. Inicialmente, Murcia, Jerez, Utrera, Lebrija, Arcos e Medina Sidonia foram levadas ao controle muçulmano, mas os contra-ataques de Jaime I de Aragão e Afonso retomaram esses territórios, e Afonso invadiu o território de Granada em 1265. Maomé logo processou pela paz, e o acordo resultante foi devastador para os rebeldes: os muçulmanos da Andaluzia sofreram expulsões em massa, substituídos pelos cristãos.
Para Granada, a derrota teve consequências mistas. Por um lado, foi profundamente derrotada e, de acordo com o tratado de paz assinado em Alcalá la Real, tinha de prestar uma homenagem anual de 250 000 maravedis a Castela — muito mais do que o que havia sido pago antes da rebelião. Por outro lado, o tratado garantiu sua sobrevivência e emergiu como o único estado muçulmano independente na península. Os muçulmanos que foram expulsos por Castela imigraram para Granada, reforçando a população do emirado.

### Conflito com os Banu Asquilula
Os Banu Asquilula eram um clã e — como os nacéridas — também eram de Arjona. Eles foram os aliados mais importantes dos nacéridas durante sua ascensão ao poder. Apoiaram a nomeação de Maomé como líder de Arjona em 1232 e ajudaram na aquisição de cidades como Sevilha e Granada. Ambas as famílias se casaram e Maomé nomeou membros dos Banu Asquilula como governadores em seus territórios. O centro de poder do clã ficava em Málaga, onde o sobrinho do sultão, Abu Maomé ibne Asquilula, era governador. Sua força militar era a espinha dorsal do poder de Granada.
Em 1266, enquanto Granada ainda lutava contra Castela na revolta mudéjar, os Banu Asquilula iniciaram uma rebelião contra o sultão. As fontes são escassas em relação ao início do conflito e os historiadores discordam sobre a causa do racha entre as duas famílias. A professora de história hispano-islâmica Rachel Arié sugeriu que fatores contribuintes podem ter sido a declaração em 1257 dos filhos do governante granadino, Maomé e Iúçufe, como herdeiros e sua decisão de 1266 de casar uma neta, Fátima, com um primo dos nacéridas, em vez de um dos Banu Asquilula. Segundo Arié, essas decisões alarmaram os membros do clã porque o sultão havia prometido compartilhar o poder com eles e essas decisões os excluíram do círculo interno da dinastia nacérida. Por outro lado, outra historiadora da Espanha islâmica, María Jesús Rubiera Mata, rejeitou essas explicações; ela argumentou que os Banu Asquilula estavam preocupados com a decisão do governante de Granada de convidar as forças do norte da África durante a revolta mudéjar em 1264, porque o novo poder militar ameaçava sua posição como o poder militar mais forte do Emirado.
Maomé sitiou Málaga, mas não conseguiu dominar a força militar dos Banu Asquilula. Estes procuraram assistência de Afonso X de Castela, que ficou feliz em apoiar a rebelião para minar a autoridade de seu vassalo. Afonso enviou 1 000 soldados sob Nuño González de Lara e o sultão foi forçado a interromper o cerco a Málaga. O perigo de lutar em várias frentes contribuiu para a decisão de Maomé de finalmente buscar a paz com Afonso. No acordo resultante de Alcalá de Benzaide, ele renunciou a suas reivindicações sobre Jerez e Múrcia — territórios que não estavam sob seu controle — e prometeu pagar uma homenagem anual de 250 000 maravedis. Em troca, o rei castelhano abandonou sua aliança com os Banu Asquilula e reconheceu a autoridade de Maomé sobre eles.
Afonso relutou em aplicar o último ponto e não investiu contra os Banu Asquilula. Maomé rebateu convencendo Nuño González, o comandante das forças castelhanas enviado para apoiar os Banu Asquilula, a rebelar-se contra Afonso. Nuño González, que tinha queixas contra seu rei, concordou; em 1272, ele e seus nobres aliados castelhanos iniciaram operações contra Castela de Granada. Maomé privou com êxito as forças de Castela de Nuño González e ganhou aliados em seu conflito contra o clã revoltoso. Os Banu Asquilula concordaram em negociar sob a mediação de Taurti do Marrocos. Antes que esses esforços produzissem frutos, o sultão sofreu ferimentos fatais após cair de um cavalo em 22 de janeiro de 1273 (29 Jumada al-Thani 671 AH), perto da cidade de Granada durante uma expedição militar menor. Foi enterrado em um cemitério na colina Sabica, a leste de Alhambra. Um epitáfio estava inscrito em sua lápide e foi registrado por ibne Alcatibe e outras fontes históricas. Ele foi sucedido por seu filho Maomé II, como havia planejado. Mais tarde naquele ano, seu herdeiro e Afonso negociaram uma trégua — embora de curta duração — entre Granada e Castela, bem como os Banu Asquilula.

## Sucessão
Na época de sua morte em 1273, Maomé já havia garantido a sucessão de seu filho, também chamado Maomé, conhecido pelo epíteto alfaqui (o advogado canônico). No leito de morte, aconselhou seu herdeiro a buscar proteção da dinastia Merínida contra os reinos cristãos. O filho, agora Maomé II, já tinha 38 anos e tinha experiência em assuntos de estado e guerra. Ele foi capaz de continuar as políticas de seu pai e governaria até sua morte em 1302.

## Legado
O principal legado de Maomé foi a fundação do Emirado de Granada (também conhecido como Sultanato de Granada e Reino de Granada), sob o domínio da dinastia nacérida, que em sua morte foi o único estado muçulmano independente remanescente na península Ibérica, e duraria pouco mais de dois séculos antes de sua queda em 1492. O emirado media 390 km entre Tarifa, nas fronteiras oeste e leste além de Almeria, e tinha cerca de 97 a 113 km de largura, desde o mar até as fronteiras do norte.
Durante sua vida, os muçulmanos de al-Andalus sofreram graves reveses, incluindo a perda do vale de Guadalquivir, que incluía as principais cidades de Córdova e Sevilha, bem como sua cidade natal, Arjona. Segundo o professor de história espanhola Leonard Patrick Harvey, ele "conseguiu arrancar do desastre ... um refúgio relativamente seguro para o Islã na península". Seu governo foi caracterizado tanto pela parte "não heroica" na queda de cidades muçulmanas como Sevilha e Xaém, quanto pela vigilância e astúcia política que garantiram a sobrevivência de Granada. Estava disposto a entrar em compromissos, incluindo a aceitação de vassalagem em Castela, bem como trocar alianças entre cristãos e muçulmanos, para preservar a independência do emirado. A Encyclopaedia of Islam comenta que, embora seu governo não tenha tido vitórias espetaculares, ele criou um regime estável em Granada e iniciou a construção de Alhambra, um "memorial duradouro para os nacéridas". O palácio é hoje um Patrimônio Mundial da UNESCO.
Suas visões religiosas pareciam se transformar durante sua carreira. No começo, exibia uma imagem externa de um homem de fronteira religioso ascético, como um típico místico islâmico. Ele manteve essa perspectiva durante seu governo inicial em Granada, mas como seu governo se estabilizou, começou a abraçar a ortodoxia sunita dominante e a impor as doutrinas alfaqui do maliquismo. Essa transformação e seu compromisso com o Islã dominante alinharam Granada com o resto do mundo islâmico e foram continuadas por seus sucessores.